# Sundstabytjärnet
Sundstabytjärnet är en sjö i Årjängs kommun i Värmland och ingår i Göta älvs huvudavrinningsområde. Sjön har en area på 0,12 kvadratkilometer och ligger 111,4 meter över havet. Sjön avvattnas av vattendraget Blommaälven.

## Delavrinningsområde
Sundstabytjärnet ingår i det delavrinningsområde (658884-128394) som SMHI kallar för Utloppet av Övre Blomsjön. Medelhöjden är 149 meter över havet och ytan är 16,92 kvadratkilometer. Det finns inga avrinningsområden uppströms utan avrinningsområdet är högsta punkten. Blommaälven som avvattnar avrinningsområdet har biflödesordning 3, vilket innebär att vattnet flödar genom totalt 3 vattendrag innan det når havet efter 242 kilometer. Avrinningsområdet består mestadels av skog (71 procent). Avrinningsområdet har 2,25 kvadratkilometer vattenytor vilket ger det en sjöprocent på 13,3 procent.